# Portunhos e Outil
Portunhos e Outil (oficialmente: União das Freguesias de Portunhos e Outil) é uma freguesia portuguesa do município de Cantanhede, com 30,72 km² de área e 1850 habitantes (censo de 2021). A sua densidade populacional é 60,2 hab./km².

## História
Foi constituída em 2013, no âmbito de uma reforma administrativa nacional, pela agregação das antigas freguesias de Portunhos e Outil.

## Demografia
A população registada nos censos foi:
| Distribuição da População por Grupos Etários | Distribuição da População por Grupos Etários | Distribuição da População por Grupos Etários | Distribuição da População por Grupos Etários | Distribuição da População por Grupos Etários |
| -------------------------------------------- | -------------------------------------------- | -------------------------------------------- | -------------------------------------------- | -------------------------------------------- |
| Ano                                          | 0-14 Anos                                    | 15-24 Anos                                   | 25-64 Anos                                   | > 65 Anos                                    |
| 2001                                         | 245                                          | 291                                          | 1030                                         | 527                                          |
| 2011                                         | 251                                          | 163                                          | 1044                                         | 587                                          |
| 2021                                         | 189                                          | 175                                          | 81                                           | 615                                          |

À data da junção das freguesias, a população registada no censo anterior (2011) foi:
| Freguesia atual   | Freguesia atual  | Freguesia atual | Freguesias antigas | Freguesias antigas | Freguesias antigas |
| Freguesia         | População (2011) | Área (km²)      | Freguesia          | População (2011)   | Área (km²)         |
| ----------------- | ---------------- | --------------- | ------------------ | ------------------ | ------------------ |
| Portunhos e Outil | 2045             | 30,72           | Portunhos          | 1187               | 15,38              |
| Portunhos e Outil | 2045             | 30,72           | Outil              | 858                | 15,34              |